# تاميكا مالوري
تاميكا دانييل مالوري (بالإنجليزية: Tamika Mallory)‏ (من مواليد 4 سبتمبر 1980) هي ناشطة أمريكية مدافعة عن النسوية، ومناصرة داعمة لتقنين حمل الأسلحة وحركة حياة السود مهمة. كانت واحدة من أبرز المنظمين لمسيرة الحراك النسائي في الولايات المتحدة عام 2017، والتي بموجبها جرى تصنيفها في نفس السنة، رفقة ثلاثة منظمين آخرين معها ضمن قائمة الشخصيات السنوية الأكثر نفوذا وتأثيرا في العالم في مجلة تايم 100.
في عام 2018، واجهت مالوري انتقادات لحضورها حدثًا مع مدير منظمة أمة الإسلام المثير للجدل لويس فرخان محمد، والذي أثنت عليه في الماضي، الأمر الذي أثار دعوات مطالبة باستقالتها من مسيرة الحراك النسائي في الولايات المتحدة لعام 2019.
وجهت لمالوري ادعاءات لاحقة بمعاداة السامية، أعقبها مغادرتها للمنظمة في سبتمبر 2019، لاحقا أصدر القائمون على مسيرة الحراك النسائي بلاغا أبلغوا فيه أن النظام الداخلي لمسيرة الحراك، جعلها تغادر منصبها بعد انتهاء فترة ولايتها وليس بسبب مزاعم مناهضة -السامية.